# Guadiaro
Pour les articles homonymes, voir Guadiaro (homonymie).
Guadiaro est une ville d’Espagne, dans la province de Cadix, communauté autonome d’Andalousie.